# Candiopella dukei
Candiopella dukei är en fjärilsart som beskrevs av Boris Ivan Balinsky 1994. Candiopella dukei ingår i släktet Candiopella och familjen mott. Inga underarter finns listade i Catalogue of Life.